# Poprava Marie Antoinetty

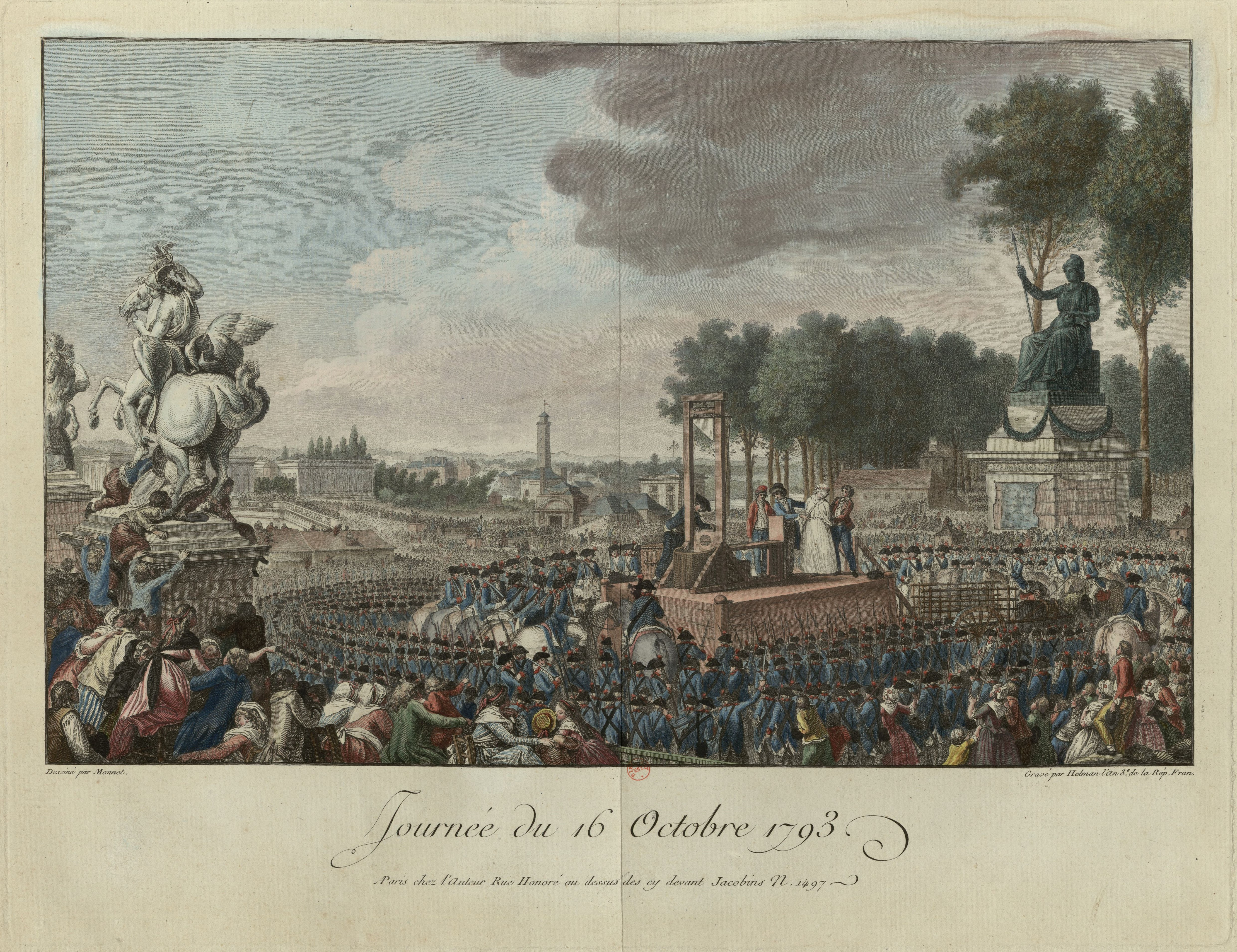
Isidore Stanislas Helman: Poprava Marie Antoinetty

Poprava Marie Antoinetty se odehrála pomocí gilotiny dne 16. října 1793 ve 12.15 v Paříži na Place de la Révolution poté, co v půl páté ráno revoluční tribunál vynesl nad francouzskou královnou po dvoudenním procesu rozsudek trestu smrti.

## Průběh
Ve středu 16. října 1793 v 10 hodin dopoledne vstoupili čtyři soudci a úředník revolučního tribunálu do cely v Conciergerie, kde byla vězněna Marie-Antoinetta. Podruhé jí přečetli rozsudek, po přečtení jí kat Henri Sanson (syn Charlese-Henri Sansona, který popravil jejího manžela Ludvíka XVI.) svázal ruce za zády. Pak jí sundal čepec a ostříhal jí nakrátko vlasy, které byly posléze spáleny, aby nemohly sloužit jako relikvie. Marie Antoinette opustila Conciergerie doprovázená katem a byla odvedena na nádvoří Mai, kde na ni čekal vozík. Byla to dřevěná deska umístěná na nápravách tažená dvěma koňmi plemene percheron. S rukama svázanýma za zády Marie Antoinetta vylezla na vozík s pomocí Henryho Sansona.

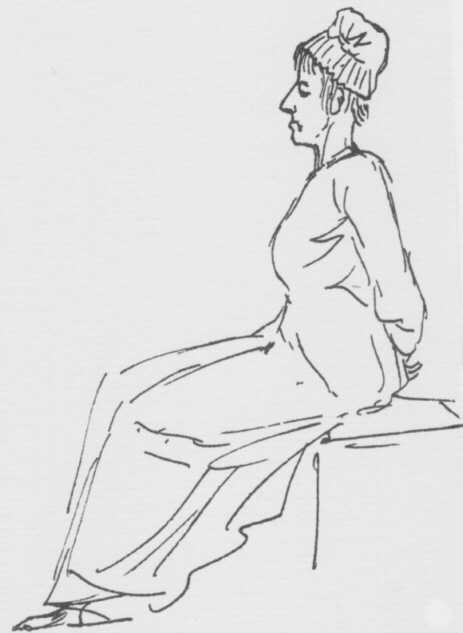
Jacques-Louis David: skica Marie Antonietta jde na popraviště

Otec Girard, duchovní správce nemocnice sv. Landerika a občanský duchovní jmenovaný revolučním tribunálem, ji doprovázel jako zpovědník. Na rozdíl od Ludvíka XVI. neměla Marie Antoinetta možnost výběru kněze, a proto odmítla jeho služby. Kat se postavil na vozík za královnou, která seděla. Z nádvoří jel vozík pomalu ulicemi, které lemovalo 30 000 vojáků. U vjezdu na Rue Saint-Honoré byly slyšet výkřiky nenávisti a vozík na chvíli zastavil.
Kolem poledne se kára objevila na náměstí Place de la Révolution (dnešní Place de la Concorde). Marie Antoinette sestoupila bez pomoci se svázanýma rukama. Vystoupala po žebříku na lešení, opět bez pomoci, a ztratila jednu ze svých bot (která je nyní součástí sbírek Musée des Beaux-Arts v Caen). S druhou botou vystoupila na popraviště a její údajná poslední slova zněla: „Monsieur, je vous demande pardon, je ne l'ai pas fait exprès“ („Pane, omlouvám se, neudělala jsem to schválně.“) Neobrátila se proslovem k lidu jako Ludvík XVI. o devět měsíců dříve. Spolupracovala při přivazování k desce. Ostří gilotiny spadlo čtvrt hodiny po poledni. Henri Sanson vzal hlavu Marie Antoinetty a ukázal ji jásajícímu davu, který skandoval: „Vive la République!“ „Vive la Liberté!“ (Ať žije Republika! Ať žije svoboda!)
Úmrtní list Marie Antoinetty byl vystaven dne 24. října 1793. Původní právní akt byl zničen při požáru městského archivu za Pařížské komuny v roce 1871, ale dochoval se v kopii, kterou pořídil některý archivář.

## Pohřbení ostatků
Marie Antoinetta byla pohřbena na hřbitově Madeleine do společného hrobu se svým manželem Ludvíkem XVI. a zasypána vápnem. Dne 21. ledna 1815 byly její ostatky přeneseny do baziliky Saint-Denis. V roce 1816 nechal Ludvík XVIII. zhotovit v bazilice funerální pomník (autor Pierre Pétiot).
Na hřbitově Madeleine, který byl zrušen, nechal Ludvík XVIII. vybudovat Kapli smíření, kterou v roce 1826 postavili architekti Louis-Hippolyte Lebas a Pierre-François-Léonard Fontaine. Kaple je vyzdobená dvěma sochami představujícími Ludvíka XVI. a Marii Antoinettu. Na místě bývalého hřbitova se dnes rozkládá Square Louis-XVI.